# ひぐらしのなく頃に 祟殺し編
『ひぐらしのなく頃に 祟殺し編』（ひぐらしのなくころに たたりごろしへん）は、同人サークルである07th Expansionが製作した同人ゲーム『ひぐらしのなく頃に』の第3話目の表題である。

## 概要
サブタイトルは「～最短のシナリオ～」
主人公が前原圭一である点は前2作「鬼隠し編」「綿流し編」と同様で、時系列的な連続性が無く「同時間軸の別展開」の物語が展開される点も前2作と同様である。ただし、シナリオの分量は前2作よりも多く、事件へ突入するまでの展開も3作品中で最も早い。
本作品では、今まで被害者の立場であった圭一が加害者に立場に変化して
本編（昭和58年）より3年前に事故死したダム計画推進派夫婦の遺児・北条沙都子を中心に話が展開する。叔父による児童虐待という非常に重いテーマを扱っている反面、終盤の展開は一種のデウス・エクス・マキナ的手法である。
前2作と同様、クリア後には登場人物が客観的推理を披露する「お疲れ様会」が追加される。
PS2版「祭」に「第肆章・祟殺し編」として収録。DS版「絆・第一巻」に「第参章 祟殺し」として収録。

### でびでびでびるず
Windows版でクリア後に「お疲れ様会」と共に追加されるミニゲーム。略称「DDD」。
エンジェルモートを襲うデビロット・ド・デスサタンIX世（カプコン「サイバーボッツ」）率いるジャックフロスト（女神転生シリーズ、また同シリーズの発売元・アトラスのマスコットキャラクターとしても知られる）軍団をブロック崩しの要領で撃退する。
このミニゲームも綿流し編の「スフィー DE ボンバー」同様、二次創作であるため「鬼隠し編」の「れなぱん」や「暇潰し編」の「お散歩☆梨花ちゃん」（携帯アプリ版は本編と別売）とは異なり携帯アプリ版への移植は行われていない。

## ストーリー
時代は1983年（昭和58年）。
圭一はある日、部活動メンバー・北条沙都子が様々な逆境にめげずに生きていることを知り、彼女の力になりたいと思う。
しかし、沙都子が村に帰ってきた叔父に虐待されているらしいという話を学校で耳にする。沙都子の両親は、3年前に旅行先で事故死しており、村人はダム計画推進派であった沙都子の両親が、「オヤシロさまの祟り」に遭ったのだと噂を立てていた。
その上、沙都子にとって最大の拠り所であった兄・悟史は、1年前に失踪。普段は、明るく振る舞っている沙都子が、叔父の理不尽な仕打ちに必死で耐える姿を目の当たりにした圭一は、沙都子を救済したい一心である計画を立てる。しかしその決断はいつしか最悪の展開へと物語を運び・・・！？

## 登場人物
- 以下の人物は個別項目を参照。
  - 前原圭一
  - 北条沙都子
  - 竜宮レナ
  - 園崎魅音
  - 古手梨花
  - 園崎詩音

## 演出
今回のシナリオは今まで被害者的だった圭一の視点を加害者的に転換させるというのが今までのシナリオとの最大の相違点である。その布石として欝から躁、静から動といった演出が数多く見られる。その最も顕著な例が沙都子の「目」である。例えば劇中前半で沙都子の明るさ・たくましさにスポットを当てて、叔父が帰ってきた中盤で「光の無い目」にして最後には狂乱させる。その悲壮感を直後に圭一が叔父殺害を決意して高揚感に反転させる、という展開がとられている。
叔父殺害後の翌日に学校で感じる違和感・疎外感は今までのシナリオで圭一が体験したことを知っているからこそ余計に引き立てられるという説もある。
物語最後の「取材テープ」で圭一が発言する「俺如キニ祟リ殺サレルナ？」は祟殺し編を象徴する台詞でもある。
この事件は「北条鉄平の同居人の間宮リナの蒸発、もしくは死亡して鉄平が雛見沢に戻る」ことが発端となり始まる。違う世界でも、この「鉄平の帰還」さえあれば同様の事件が起こるとされている。そうした違う世界では、圭一の代わりに、詩音やレナが鉄平殺害を行うこともあるという。

## 漫画
スクウェア・エニックス刊『月刊Gファンタジー』で2005年6月号から2006年6月号まで連載された。
作画・鈴木次郎。
1. ISBN 4-7575-1592-8 2006年1月22日 初版発行
2. ISBN 4-7575-1712-2 2006年7月22日 初版発行

## アニメ
第1期「ひぐらしのなく頃に」第9 - 13話。
- 第9話 祟殺し編 其の壱 兄
- 第10話 祟殺し編 其の弐 キズナ
- 第11話 祟殺し編 其の参 境界
- 第12話 祟殺し編 其の四 失しモノ
- 第13話 祟殺し編 其の伍 謝罪

## ドラマCD
CD4枚組。発売：HOBiRECORDS、販売：WAYUTA。
キャスティングはアニメ版と同じ。
- 2006年6月28日発売 WACD-004

## 小説
著者：竜騎士07 イラスト：ともひ
- 講談社BOX版
  - ひぐらしのなく頃に 第三話 〜祟殺し編〜（上）  ISBN 978-4-06-283653-1
  - ひぐらしのなく頃に 第三話 〜祟殺し編〜（下）  ISBN 978-4-06-283655-5

- 星海社文庫版
  - ひぐらしのなく頃に 第三話 〜祟殺し編〜（上）  ISBN 978-4-06-138911-3
  - ひぐらしのなく頃に 第三話 〜祟殺し編〜（下）  ISBN 978-4-06-138913-7